# Frédéric Bonnet
Frédéric Bonnet, est un architecte, urbaniste, maître d'œuvre français. Il a pratiqué avec l'agence OBRAS, qu'il a cofondé en 2003, une architecture associant un travail très en amont, « tirant parti des problématiques climatiques et environnementales pour améliorer la qualité urbaine des projets » à un une exigence sociale et programmatique et un souci de la réalisation. Il reçoit en 2014 le Grand prix de l'urbanisme.

## Biographie
Frédéric Bonnet a fait ses études d'architecture avec Marc Bigarnet à Saint-Étienne.
L'agence OBRAS est créée en 2003. Elle est aujourd'hui implantée à Paris et Bourg-en-Bresse.
En novembre 2017, Frédéric Bonnet crée la maison d'édition « LAC/Landscape & Architecture Critics ».

## Principales réalisations
- Concours Europan 3 à Alicante (1994).
- Parc de la Ereta à Alicante (2000-2004).
- Parc portuaire des docks du Havre (2003-2006).
- Réaménagement de la place de l'hôtel de ville et de la place Dorian à Saint-Etienne (2009-2013).
- Réaménagement des espaces publics autour de la Basilique Saint-Michel à Bordeaux (2010-2015).
- Projet urbain de Pirmil-les-Isles (Rezé et Nantes, Nantes Métropole Aménagement) : 7 ans de préfiguration de la ZAC (2011-2018) puis accord-cadre sur 9 ans (depuis 2018).
- Programmation d'un ensemble de 2 500 logements, activités et commerces entre Ferney et la frontière suisse.
- Reprise depuis 2016 du projet de l'Union à Roubaix et Tourcoing.
- Ecoquartier de la ZAC de la Paix à Algrange pour la Communauté de communes du Val de Fensch.
- Ecoquartier de la ZAC de l'Ermitage à Joeuf pour la ville, avec le concours de l'EPF de Lorraine.
- Création de « tertres » résilients sur la digue de la Loire, au droit du quartier de la Rabatterie pour la ville de Saint-Pierre-des-Corps.
- Aménagement du vallon du Hédas à Pau[1].

## Décorations
Il reçoit en 2014 le Grand prix de l'urbanisme.